# Kwas giberelinowy
Kwas giberelinowy (GA3) – wielofunkcyjny, wielopierścieniowy organiczny związek chemiczny. Spotykany w organizmach grzybowych i roślinnych. Kwas giberelinowy wykazuje aktywność biologiczną hormonu roślinnego, jego aktywność biologiczna polega na stymulacji wzrostu, oraz rozwoju roślin (przyspiesza kiełkowanie). 
Uważany niegdyś za produkt pochodzenia wyłącznie grzybowego, obecnie większość badaczy skłania się ku konkluzji, że jest on jednak produkowany w organizmie roślinnym. 
Kwas giberelinowy został wyizolowany w formie krystalicznej przez japońskich badaczy T. Yabutę i T. Sumiki w 1938 roku jako uboczny metabolit grzybowego patogenu roślinnego Gibberella fujikuroi powodującego nadmierny wzrost rośliny. Pierwotny produkt okazał się mieszaniną trzech związków, natomiast w 2003 roku znanych było już 130 kwasów giberelinowych określanych jako gibereliny.
Kwas giberelinowy jest szeroko wykorzystywany w sadownictwie w celu produkcji bezpestkowych owoców (np. mandarynek, winogron)